# La Haute-Beaume
La Haute-Beaume é uma comuna francesa na região administrativa da Provença-Alpes-Costa Azul, no departamento de Altos-Alpes. Estende-se por uma área de 7,13 km². Em 2010 a comuna tinha 8 habitantes (densidade: 1,1 hab./km²).